# Bystrowiana
Bystrowiana Vjuschkov, 1957 — рід вимерлих хребетних тварин з класу амфібій. Назву дано на честь палеонтолога О. П. Бистрова (1899—1959). Представника Bystrowiana вперше описано в 1957 р. на прикладі виду Bystrowiana permira по туловищному хребцю з прирослим щитком з розкопок верхньопермського періоду у Володимирській області (Росія).
У 1979 році був описаний другий вид цього роду — Bystrowiana sinica — з верхньопермських відкладень в Китаї.
Бистровіани — досить великі тварини, довжина черепа могла досягати 40 см. Наземні хижаки. Характерні для найбільш пізніх пермських відкладень — В'язниковського комплексу. Дожили до середини тріасу (знахідки із Західної Європи).
Згідно сучасної класифікації бистровіани відносяться до ряду Chroniosuchi Tatarinov, 1971 клади (підкласу) рептиліоморфи. У межах цього ряду виділяють дві родини: хроніозухи — Chroniosuchidae, Vjuschkov, 1957 і Bystrowianidae Vjuschkov, 1957. Родина Bystrowianidae об'єднує п'ять родів: Bystrowiana Vjuschkov, 1957, Axitectum Shishkin et Novikov, 1992, Dromotectum Novikov et Shishkin, 2000, Synesuchus Novikov et Shishkin, 2000 і Bystrowiella Witzmann, Schoch, et Maisch, 2007. Іноді групу Chroniosuchia відносять до ряду Seymouriamorpha Watson, 1917 як підряду.

## Класифікація
Кладограма згідно Новікова (2018), з внутрішніми зв'язками Bystrowianidae на основі відмінностей остеодерм його представників:
|  | Dromotectinae |
|  |               |
|  | Axitectinae   |
|  |               |

|  | Bystrowiella |
|  |              |
|  | Synesuchus   |
|  |              |

|  | Vyushkoviana |
|  |              |
|  | Bystrowiana  |
|  |              |

|  | Bystrowiella |
|  |              |
|  | Synesuchus   |
|  |              |

|  | Vyushkoviana |
|  |              |
|  | Bystrowiana  |
|  |              |

|  | Dromotectinae |
|  |               |
|  | Axitectinae   |
|  |               |

|  | Bystrowiella |
|  |              |
|  | Synesuchus   |
|  |              |

|  | Vyushkoviana |
|  |              |
|  | Bystrowiana  |
|  |              |

|  | Bystrowiella |
|  |              |
|  | Synesuchus   |
|  |              |

|  | Vyushkoviana |
|  |              |
|  | Bystrowiana  |
|  |              |